# Danis Tanović
Danis Tanović (Zenica, 20 febbraio 1969) è un regista, sceneggiatore e politico bosniaco.
La sua fama deriva principalmente dal film No Man's Land, vincitore dell'Oscar al miglior film straniero nel 2002.

## Biografia
Danis Tanović è nato a Zenica, cittadina della Bosnia centrale, da genitori bosniaci. È cresciuto a Sarajevo, dove ha frequentato le scuole. Ha anche completato la scuola di musica, sezione pianoforte. Tanović si è poi iscritto all'Accademia delle Arti teatrali di Sarajevo, dove tuttavia ha dovuto interrompere gli studi a causa dell'assedio della città nel 1992. Subito dopo, al seguito l'esercito bosniaco (ABiH) ha lavorato con una troupe che faceva riprese cinematografiche, prendendo parte anche a missioni pericolose. Il materiale che Tanović e quella squadra hanno prodotto è da allora usato in numerosi film e reportage riguardanti l'assedio di Sarajevo e la guerra bosniaca. Verso la fine del 1994 Tanović ha lasciato quel gruppo con cui aveva lavorato per più di 2 anni. Un anno dopo ha deciso di riprendere i suoi studi, questa volta a Bruxelles, la capitale del Belgio, completandoli con eccellenti voti nel 1997. Durante i suoi studi ha girato numerosi documentari acclamati dalla critica.
Poco dopo Tanović ha iniziato a lavorare al suo primo progetto di film, intitolato No Man's Land. Ne ha scritto la sceneggiatura e terminate le riprese nel 2001 e, lo stesso anno, presentato al festival di Cannes dove ha ricevuto il premio per la miglior sceneggiatura. Dopo Cannes sono seguiti numerosi premi, tra cui il Premio André Cavens al miglior film, l'Oscar al miglior film straniero del 2002 e il Premio Colombe d'Oro per la Pace (2002).
Il secondo lungometraggio di Tanović è stato L'enfer, finito nel 2005, da una sceneggiatura dello scomparso Krzysztof Kieslowski e di Krzysztof Piesiewicz. Il film rappresentava il secondo capitolo della trilogia pianificata dal duo polacco e della quale era già stato prodotto il Paradiso (girato da Tom Tykwer nel 2002), cui sarebbero seguiti l'Inferno e il Purgatorio. Ispirato a Medea di Euripide, L'enfer esplora le vite di tre sorelle, "ognuna delle quali chiusa nella sua infelicità, accudendo un fiore segreto di tormento, il cui seme fu piantato dal padre scomparso, con un terribile incidente nella loro giovinezza" (da una critica di Peter Bradshaw).
Nel 2016 è stato presente nella sezione Festa Mobile del 34° Torino Film Festival con il film Smrt u Sarajevu.
Tanović, che ha sia la cittadinanza bosniaca che quella belga, vive a Sarajevo dove ha fondato un partito politico chiamato Naša Stranka (Il nostro partito).

## Filmografia

### Regista
- Miracle in Bosnia (1995) - documentario
- L'Aube (1996) - documentario
- Buđenje (1999) - cortometraggio
- No Man's Land (2001)
- 11'9"01 September 11 (2002) - episodio bosniaco
- L'enfer (2005)
- Triage (2009)
- Cirkus Columbia (2010)
- Epizoda u životu berača željeza (2013)
- Tigers (2014)
- Death in Sarajevo (Smrt u Sarajevu) (2016)
- Cartoline di morte (The Postcard Killings) (2020)
- Deset u Pola (2021)
- The last Summer (Nakon Ljeta) (2024)

### Sceneggiatore
- Buđenje (1999)
- No Man's Land (2001)
- 11'9"01 September 11 (2002)
- Triage (2009)
- Cirkus Columbia (2010)
- Epizoda u životu berača željeza (2013)
- Tigers (2014)
- Death in Sarajevo (Smrt u Sarajevu) (2016)

### Compositore
- No Man's Land (2001)

### Direttore della fotografia
- L'Aube (1996)